# Upland (Nebraska)
Upland è un comune degli Stati Uniti d'America, situato nello Stato del Nebraska, nella contea di Franklin.